# Geophagus brachybranchus
Geophagus brachybranchus és una espècie de peix de la família dels cíclids i de l'ordre dels perciformes.

## Morfologia
Els mascles poden assolir els 13,8 cm de longitud total.

## Distribució geogràfica
Es troba a Surinam i, probablement, a la Guaiana.